# Lijst van personen overleden in december 2011
Dit is een lijst van personen die zijn overleden in december 2011.

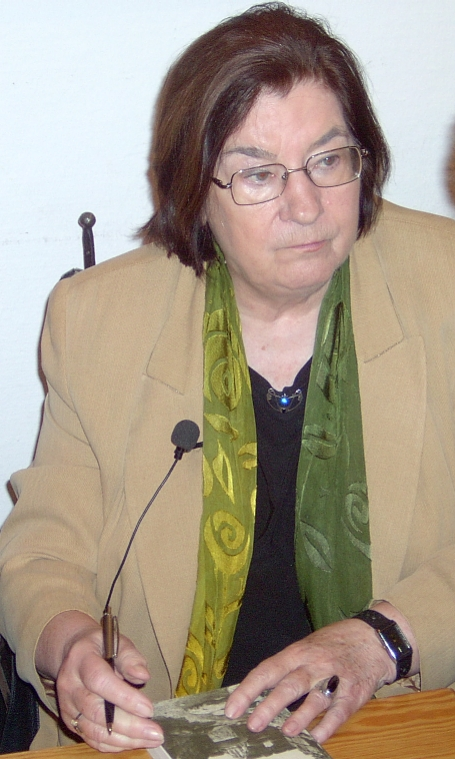
Christa Wolf
1 december

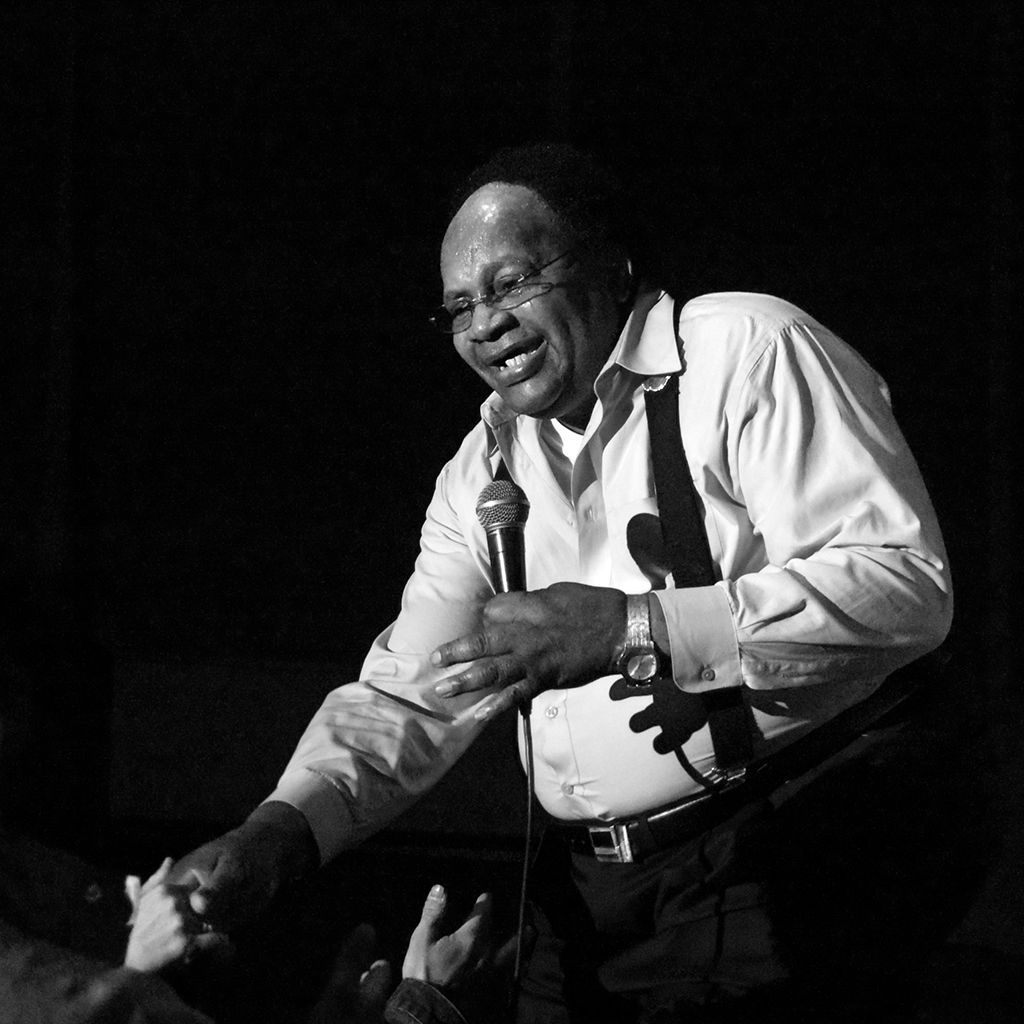
Howard Tate
2 december

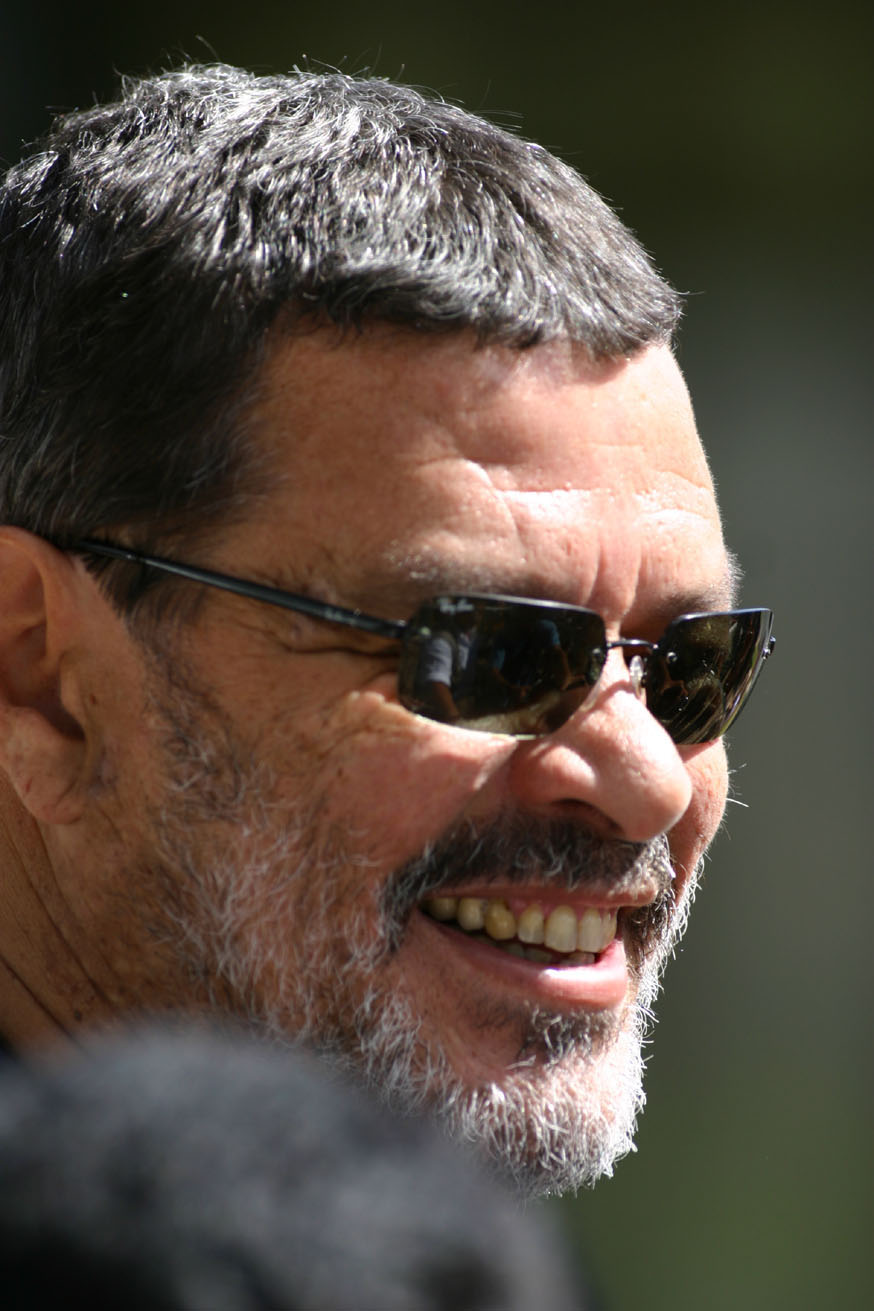
Sócrates
4 december

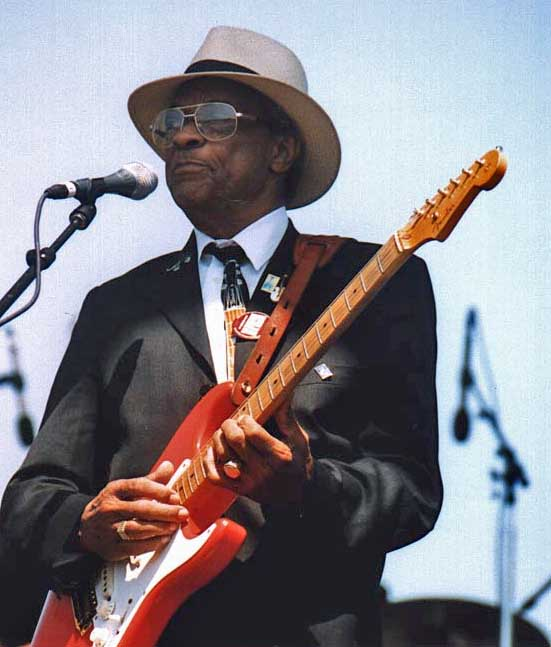
Hubert Sumlin
4 december

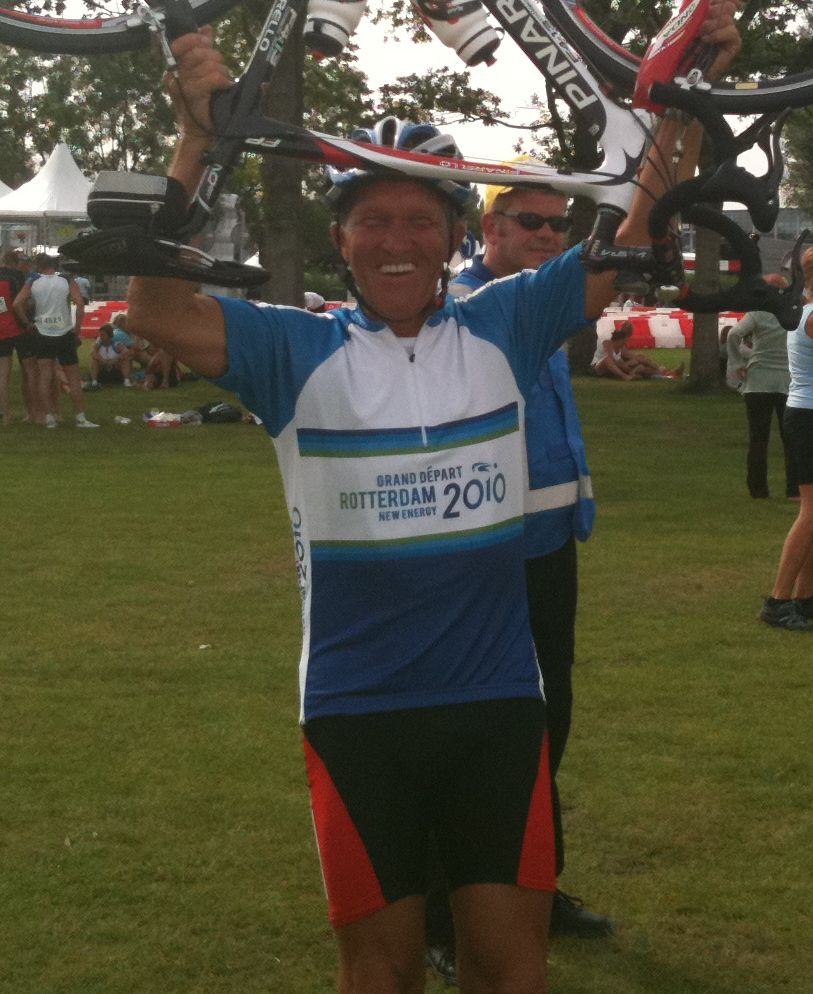
Jos van der Vleuten
6 december

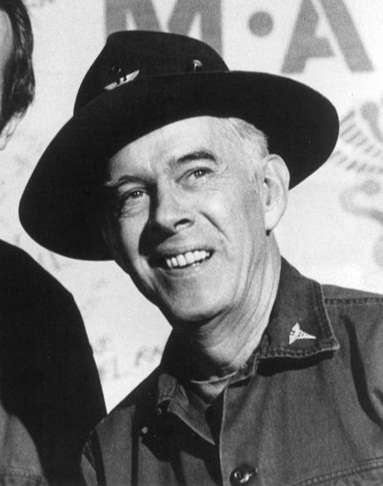
Harry Morgan
7 december

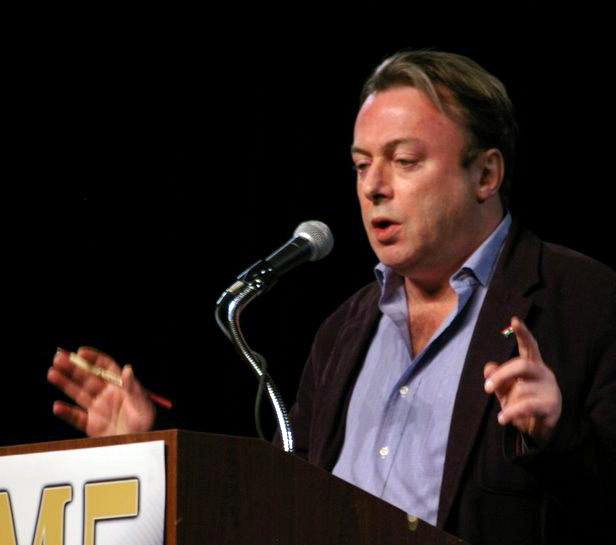
Christopher Hitchens
15 december

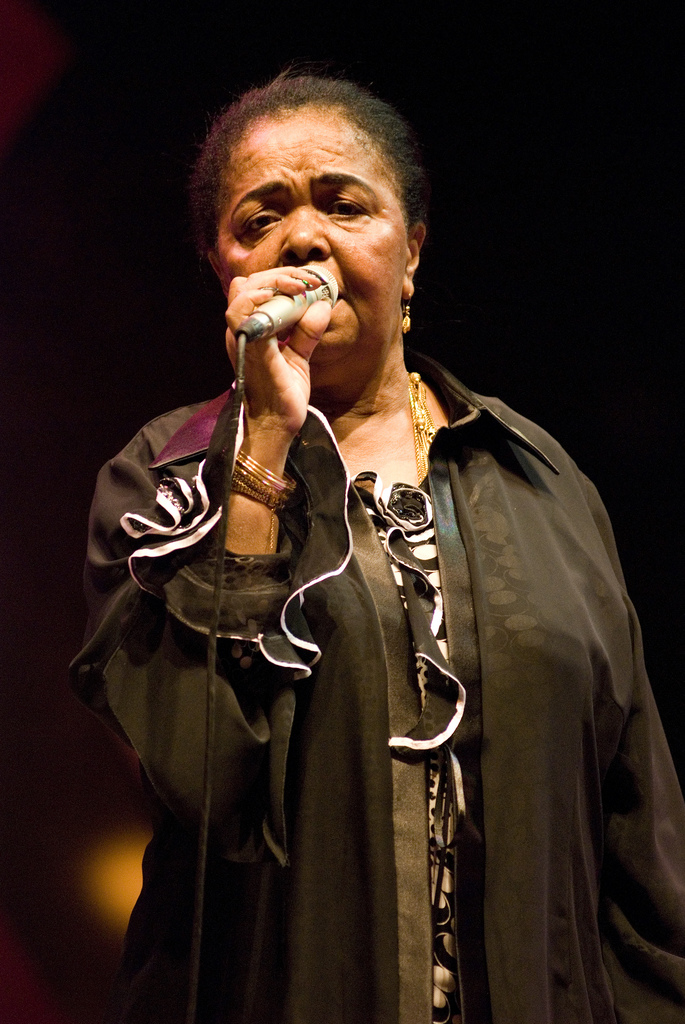
Cesária Évora
17 december

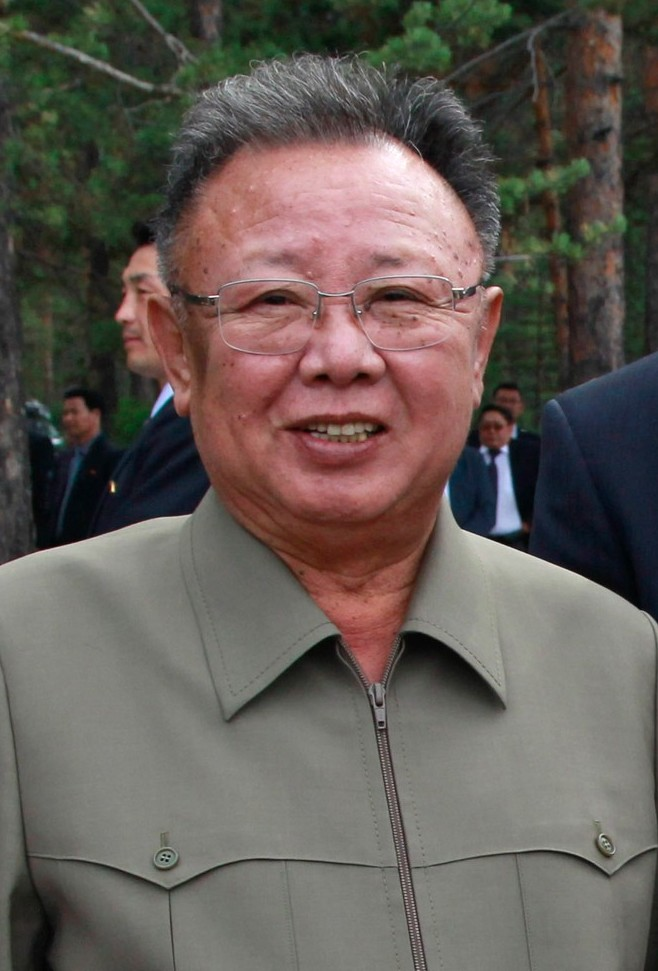
Kim Jong-il
17 december

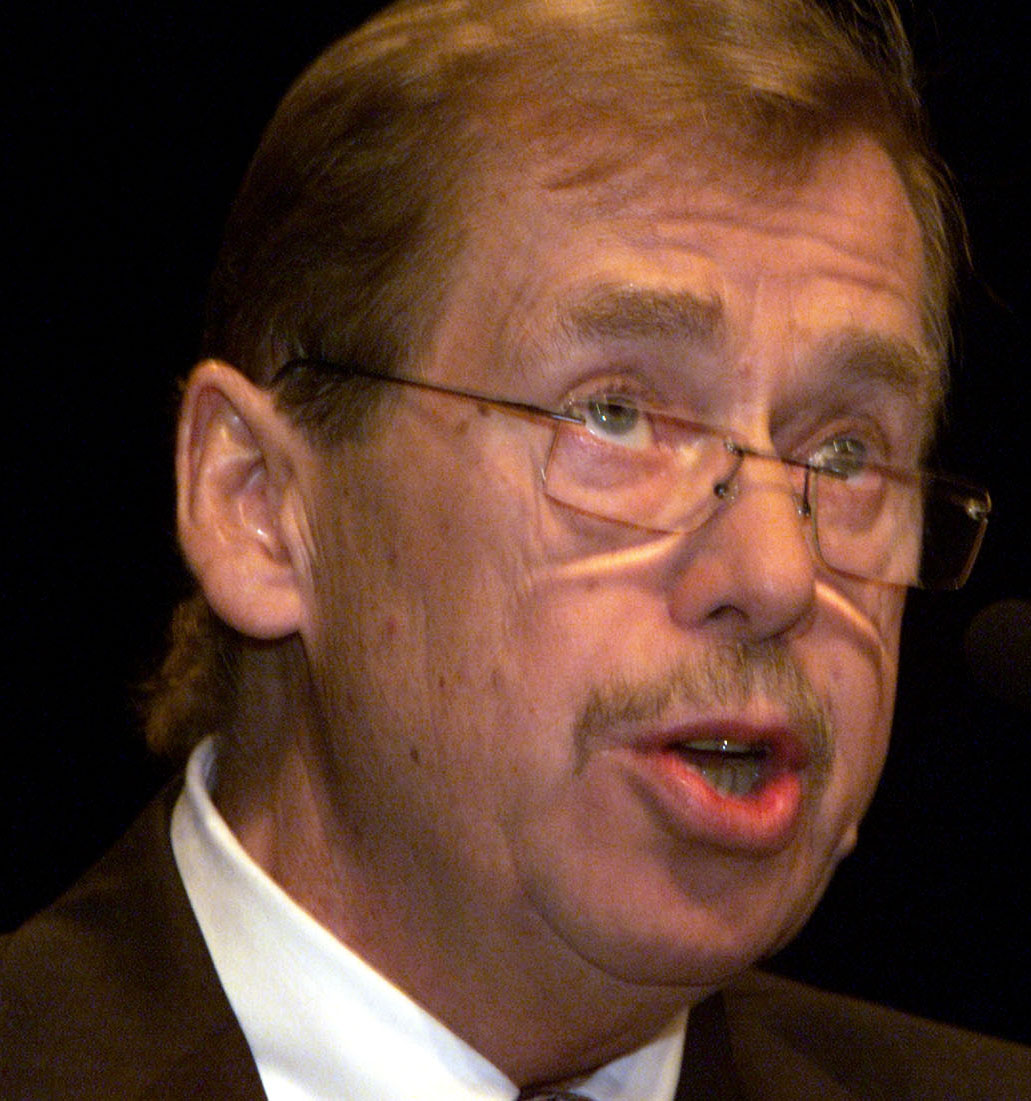
Václav Havel
18 december

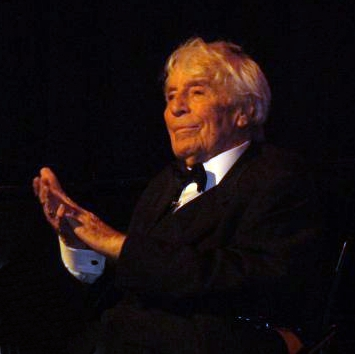
Johannes Heesters
24 december

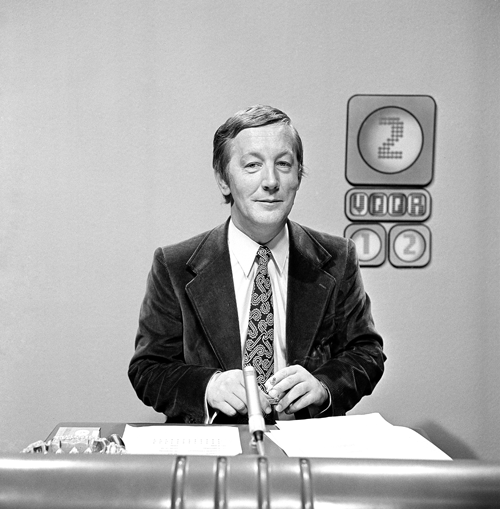
Joop Koopman
25 december

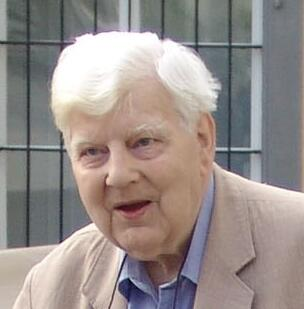
Michael Dummett
27 december

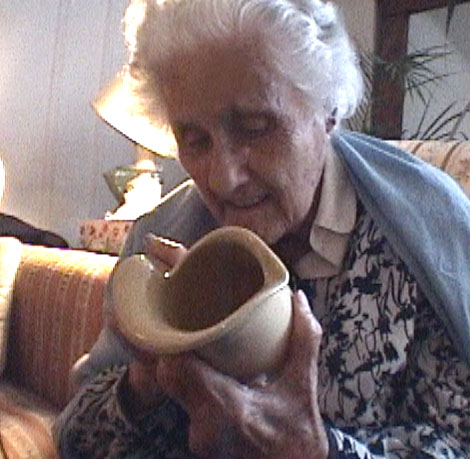
Eva Zeisel
30 december

| 1 | 2 | 3 | 4 | 5 | 6 | 7 | 8 | 9 | 10 | 11 | 12 | 13 | 14 | 15 | 16 | 17 | 18 | 19 | 20 | 21 | 22 | 23 | 24 | 25 | 26 | 27 | 28 | 29 | 30 | 31 |
| - | - | - | - | - | - | - | - | - | -- | -- | -- | -- | -- | -- | -- | -- | -- | -- | -- | -- | -- | -- | -- | -- | -- | -- | -- | -- | -- | -- |

### 1 december
- Hippolyte Van den Bosch (85), Belgisch voetballer[1]
- Ragnhild Hveger (90), Deens zwemster[2]
- Gazon Matodja (107), Surinaams gaanman[3]
- Bill McKinney (80), Amerikaans acteur[4]
- Alan Sues (85), Amerikaans acteur[5]
- Christa Wolf (82), Duits auteur[6]

### 2 december
- Anton Amberger (91), Duits bioloog[7]
- Mariette Beco (90), Belgische zieneres[8][9]
- Leo Friedman (92), Amerikaans glamourfotograaf[10]
- Chiyono Hasegawa (115), Japans oudste mens[11]
- Pavle Jurina (57), Kroatisch handballer[12]
- Christopher Logue (85), Brits dichter[13]
- Patrick Sheridan (89), Amerikaans bisschop[14]
- Bill Tapia (103), Amerikaans jazzmuzikant[15]
- Al Vega (90), Amerikaans jazzpianist[16]
- Howard Tate (72), Amerikaans soulzanger[17]

### 3 december
- Dev Anand (88), Indiaas acteur[18]
- Philip Burrell (57), Jamaicaans muziekproducer[19]
- Sabri Godo (82), Albanees politicus[20]
- Rob Schroeder (85), Amerikaans autocoureur[21]

### 4 december
- Sócrates (57), Braziliaans voetballer[22]
- Matti Yrjänä Joensuu (63), Fins schrijver[23]
- André L’Homme (77), Belgisch politicus[24]
- Hubert Sumlin (80), Amerikaans bluesgitarist[25]

### 5 december
- Dan Biggers (80), Amerikaans acteur[26]
- Paul Doty (91), Amerikaans scheikundige[27]
- Peter Gethin (71), Brits autocoureur[28]
- Gennadi Logofet (69), Russisch voetballer[29]
- Els Ingeborg Smits (67), Nederlands actrice[30]
- Violetta Villas (73), Pools zangeres[31]
- Jos van der Vleuten (68), Nederlands wielrenner[32]

### 6 december
- Dobie Gray (71), Amerikaans zanger en acteur[33]
- Barbara Orbison (60), Amerikaans muziekproducente[34]
- Lawrie Tierney (52), Brits voetballer[35]

### 7 december
- Peter Croker (89), Brits voetballer[36]
- Jerry Robinson (89), Amerikaans stripauteur[37]
- Harry Morgan (96), Amerikaans acteur[38]

### 8 december
- Zelman Cowen (92), Australisch politicus[39]
- Vinko Cuzzi (71), Kroatisch voetballer[40]
- Werner Kofler (64), Oostenrijks auteur[41]
- Giorgio Mariani (65), Italiaans voetballer[42]
- Roman Simakov (27), Russisch bokser[43]

### 9 december
- Davida Karol (94), Israëlisch fotografe, schrijfster en actrice[44]
- Myra Taylor (94), Amerikaans jazzzangeres en -songwriter[45]
- Rienk Kamer (68), Nederlands beleggingsdeskundige[46]

### 10 december
- Andres Ehin (71), Ests schrijver[47]
- Vida Jerman (72), Kroatisch actrice[48]

### 11 december
- John Patrick Foley (76), Amerikaans kardinaal[49]
- Hans Heinz Holz (84), Duits filosoof[50]
- Harold Hopkins (67), Australisch acteur[51]
- Leonida Lari (62), Roemeens politica[52]

### 12 december
- Sunday Bada (42), Nigeriaans atleet[53]
- Herman Bouwmeester (85), Nederlands voetballer[54]
- Alberto de Mendoza (88), Argentijns acteur[55]
- Mălina Olinescu (37), Roemeens zangeres[56]
- Bert Schneider (78), Amerikaans filmproducer[57]

### 13 december
- Milly Ericson (83), Amerikaans zangeres en actrice[58]
- Russell Hoban (86), Amerikaans schrijver[59]
- Jaap Kamphuis (89), Nederlands predikant en theoloog[60]
- Carlo Peroni (82) Italiaans tekenaar[61]

### 14 december
- Luigi Carpaneda (86), Italiaans schermer[62]
- Gundula Rapsch (48), Duits actrice[63]
- Olga Madsen (64), Nederlands cineaste en televisieproducente[64][65]
- Billie Jo Spears (74), Amerikaans zangeres[66]
- Boris Tsjertok (99), Russisch ruimtevaartpionier[67]
- Joe Simon (98), Amerikaans stripauteur

### 15 december
- Walter Giller (84), Duits acteur[68]
- Christopher Hitchens (62), Brits-Amerikaans journalist[69]
- Guy Ignolin (75), Frans wielrenner[70]

### 16 december
- Ulf Aas (92), Noors illustrator[71]
- Bob Brookmeyer (81), Amerikaans jazzmuzikant[72]
- Robert Easton (81), Amerikaans acteur[73]
- Dan Frazer (90), Amerikaans acteur[74]
- Gadzhimurat Kamalov (46), Russisch journalist[75]
- Nicol Williamson (73), Brits acteur[76]

### 17 december
- Eva Ekvall (28), Venezolaans model, Miss Venezuela en tv-presentatrice[77]
- Cesária Évora (70), Kaapverdisch zangeres[78]
- Kim Jong-il (69), Noord-Koreaans staatshoofd[79]

### 18 december
- Cor Bakker (93), Nederlands wielrenner[80]
- Václav Havel (75), Tsjechisch schrijver en politicus[81]
- Ralph MacDonald (67), Amerikaans percussionist, producer en songwriter[82]
- Jaklien Moerman (80), Belgisch illustrator en kunstschilder[83]
- Donald Neilson (75), Brits seriemoordenaar[84]

### 19 december
- Luciano Magistrelli (73), Italiaans voetballer[85]
- Héctor Núñez (75), Uruguayaans voetballer en voetbalcoach[86]
- Horst-Eberhard Richter (88), Duits psychoanalyticus, psychosomaticus en sociaalfilosoof[87]

### 20 december
- Hana Andronikova (44), Tsjechisch schrijfster[88]
- Sean Bonniwell (71), Amerikaans zanger, gitarist en songwriter[89]
- Remmelt Lanning (76), Nederlands politicus[90]
- Yoshimitsu Morita (61), Japans filmregisseur[91]
- Václav Zítek (79), Tsjechisch operazanger[92]
- Jacob E. Goldman (90), Amerikaans wetenschapper[93]

### 21 december
- John Chamberlain (84), Amerikaans beeldhouwer[94]
- Gerd Deutschmann (76), Duits acteur[95]
- Werner Otto (102), Duits ondernemer[96]
- Jevgeni Roedakov (69), Russische voetbaldoelman[97]

### 22 december
- William Duell (88), Amerikaans acteur[98]
- Nina Mula (80), Russisch-Albanees sopraan[99]
- Zithulele Sinqe (48), Zuid-Afrikaans atleet[100]

### 23 december
- Bill Klatt (64), Amerikaans ijshocker[101]
- Cees van Dongen (79), Nederlands motorcoureur[102]
- Denise Darcel (87), Frans actrice[103]

### 24 december
- Johannes Heesters (108), Nederlands acteur en operettezanger[104]
- Bruno Huygebaert (50), Belgisch journalist[105]
- Jody Rainwater (92), Amerikaans bluegrassmuzikant en radiopersonality[106]
- Vitali Tsesjkovski (67), Russisch schaakgrootmeester[107]

### 25 december
- Giorgio Bocca (91), Italiaans schrijver en journalist[108]
- Adrienne Cooper (65), Amerikaans zangeres[109]
- Khalil Ibrahim (54), Soedanees rebellenleider[110]
- Joop Koopman (81), Nederlands presentator[111]
- Simms Taback (79), Amerikaans kinderboekenschrijver[112]
- Ans van der Werf-Terpstra (95), Nederlands politica[113]

### 26 december
- Pedro Armendariz jr. (71), Mexicaans acteur[114]
- Joop Korebrits (68), Nederlands voetballer[115]
- Barbara Lea (82), Amerikaans jazz-zangeres[116]
- Sam Rivers (88), Amerikaans jazzmuzikant en componist[117]
- James Rizzi (61), Amerikaans popartkunstenaar[118]
- Sori Yanagi (96), Japans designer[119]

### 27 december
- Catê (38), Braziliaans voetballer[120]
- Michael Dummett (86), Brits filosoof[121]
- Helen Frankenthaler (83), Amerikaans kunstenaar[122]
- Julia Sampson (77), Amerikaans tennisspeelster[123]
- Dan Terry (87), Amerikaans jazzmuzikant en bigbandleider[124]
- Johnny Wilson (82), Canadees ijshockeyer en ijshockeycoach[125]

### 28 december
- Christine Rosholt (46), Amerikaans jazzzangeres[126]
- Kaye Stevens (79), Amerikaans zangeres en actrice[127]
- Nicanor Velez (52), Colombiaans dichter[128]
- Gommaar Verbueken (81), Belgisch voetballer[129]

### 29 december
- Robert Lee Dickey (72), Amerikaans r&b-zanger en gitarist[130]

### 30 december
- Eleanor Ross Taylor (91), Amerikaans dichter[131]
- Ronald Searle (91), Brits kunstenaar en cartoonist[132]
- Eva Zeisel (105), Hongaars ontwerpster[133]

### 31 december
- Anton Beumer (84), Nederlands voetballer[134]

1900 ·
1901 ·
1902 ·
1903 ·
1904 ·
1905 ·
1906 ·
1907 ·
1908 ·
1909 ·
1910 ·
1911 ·
1912 ·
1913 ·
1914 ·
1915 ·
1916 ·
1917 ·
1918 ·
1919 ·
1920 ·
1921 ·
1922 ·
1923 ·
1924 ·
1925 ·
1926 ·
1927 ·
1928 ·
1929 ·
1930 ·
1931 ·
1932 ·
1933 ·
1934 ·
1935 ·
1936 ·
1937 ·
1938 ·
1939 ·
1940 ·
1941 ·
1942 ·
1943 ·
1944 ·
1945 ·
1946 ·
1947 ·
1948 ·
1949 ·
1950 ·
1951 ·
1952 ·
1953 ·
1954 ·
1955 ·
1956 ·
1957 ·
1958 ·
1959 ·
1960 ·
1961 ·
1962 ·
1963 ·
1964 ·
1965 ·
1966 ·
1967 ·
1968 ·
1969 ·
1970 ·
1971 ·
1972 ·
1973 ·
1974 ·
1975 ·
1976 ·
1977 ·
1978 ·
1979 ·
1980 ·
1981 ·
1982 ·
1983 ·
1984 ·
1985 ·
1986 ·
1987 ·
1988 ·
1989 ·
1990 ·
1991 ·
1992 ·
1993 ·
1994 ·
1995 ·
1996 ·
1997 ·
1998 ·
1999 ·
2000 ·
2001 ·
2002 ·
2003 ·
2004 ·
2005 ·
2006 ·
2007 ·
2008 ·
2009 ·
2010 ·
2011 ·
2012 ·
2013 ·
2014 ·
2015 ·
2016 ·
2017 ·
2018 ·
2019 ·
2020 ·
2021 ·
2022 ·
2023 ·
2024 ·
2025